# Сєдове
Сєдо́ве (до 1941 року — Крива Коса) — селище в Україні, у Новоазовській міській громаді Кальміуського району Донецької області.  Населення — 2768 осіб (2001).

## Географічне розташування
Селище розташоване за 11 км на південний схід міста Новоазовська та 50 км на схід від міста Маріуполя, на березі Таганрозької затоки Азовського моря. Найближча залізнична станція Маріуполь (за 55 км).

## Історія
Населений пункт заснований у 1750 році. Перша сільськогосподарська артіль «Сівач» створена в 1921 році. У 1924 році організований риболовецький кооператив імені Т. Г. Шевченка. Згодом з нього виділилися три риболовецькі артілі — «Заповіт Ілліча», «Дев'ятий вал» і «Чайка», які в 1929 році утворили риболовецький колгосп «Заповіт Ілліча».
12 травня 1941 року Крива Коса отримала статус селища міського типу та перейменована на Сєдове на честь Георгія Яковича Сєдова — гідрографа та полярного дослідника.
У роки Другої світової війни щонайменше 287 жителів Сєдова брали участь у військових діях на боці Червоної армії, із них 97 загинули, 99 удостоєні урядових нагород. У 1968 році споруджено меморіальний обеліск.
9 липня 2014 року під час російської-української війни при охороні блокпоста під мінометним обстрілом терористів поблизу Сєдового зазнав смертельних поранень Олесій Циганков, старший солдат Державної прикордонної служби України.
З 27 серпня 2014 року місто перебуває під контролем терористичної організації ДНР та визнане з боку Верховної Ради України тимчасово окупованою територією України.
12 червня 2020 року, відповідно до розпорядження Кабінету Міністрів України № 713-р «Про визначення адміністративних центрів та затвердження територій територіальних громад Донецької області», селище увійшло до складу Новоазовської міської громади.
19 липня 2020 року, в результаті адміністративно-територіальної реформи та ліквідації Новоазовського району, селище увійшло до складу новоутвореного Кальміуського району.
26 січня 2024 року в Україні набув чинності Закон № 3285-IX, який передбачає дерадянізацію адміністративно-територіального устрою України, селище міського типу Сєдове набуло статусу селища.
З початку російської збройної агресії колишній курорт Сєдове перетворився на військову базу російських окупантів. Для вільного відвідування без попередньої реєстрації комендатури окупанти обмежують доступ цивільного населення.

## Населення
За даними перепису 2001 року населення села становило 2768 осіб, з них 4,95 % зазначили рідною мову українську, 94,65% — російську, 0,14% — вірменську, 0,07% — польську, 0,04% — болгарську, молдовську та грецьку.

### Мова
Розподіл населення за рідною мовою за даними перепису 2001 року:
| Мова            | Кількість | Відсоток |
| --------------- | --------- | -------- |
| російська       | 2620      | 94.65%   |
| українська      | 137       | 4.93%    |
| вірменська      | 4         | 0.16%    |
| польська        | 2         | 0.07%    |
| грецька         | 1         | 0.04%    |
| румунська       | 1         | 0.04%    |
| болгарська      | 1         | 0.04%    |
| інші/не вказали | 2         | 0.07%    |
| Усього          | 2768      | 100%     |

## Загальні відомості
Станом на 1970 рік населення селища становило 2,5 тисяч осіб. На території Сєдова розміщувалась центральна садиба риболовецького колгоспу «Заповіт Ілліча», основним напрямом якого було рибальство. Крім цього, тут вирощували овочі та баштанні культури, було розвинуте також м'ясо-молочне тваринництво. У колгоспі було вісім сейнерів, шість мотофелюг. Багато років риболовецьку бригаду очолював Герой Соціалістичної Праці О. М. Бурлаченко. У селищі розташовувався риболовецький цех Жданівського рибоконсервного комбінату і хлібоприймальний пункт — елеватор.
На той час в селищі працювали — середня загальноосвітня школа, де 43 вчителі навчали 497 учнів, будинок культури із залом на 450 місць, літній кінотеатр на 600 місць, бібліотека з фондом 11,5 тисяч книг, медична амбулаторія, аптека, дитячий комбінат на 110 місць. Працювали шість магазинів, три їдальні, поштове відділення, комунгосп, побуткомбінату; діяли 24 пансіонати, водна рятувальна станція.

## Економіка
В селищі до 2014 року було розвинуто рибальство, рибопереробка, промисловість будівельних матеріалів, морський курорт Північного Приазов'я.

## Пам'ятки
- Крива коса — зоологічна пам'ятка природи місцевого значення  та орнітологічний заказник місцевого значення Кривокіський лиман (розташована поблизу селища).
- Музей Григорія Сєдова.

## Персоналії
Уродженці селища
- Іван Людніков — генерал-полковник, Герой Радянського Союзу
- Сєдов Георгій Якович Сєдове — полярний дослідник, гідрографа, іменем якого назване селище.

## Галерея

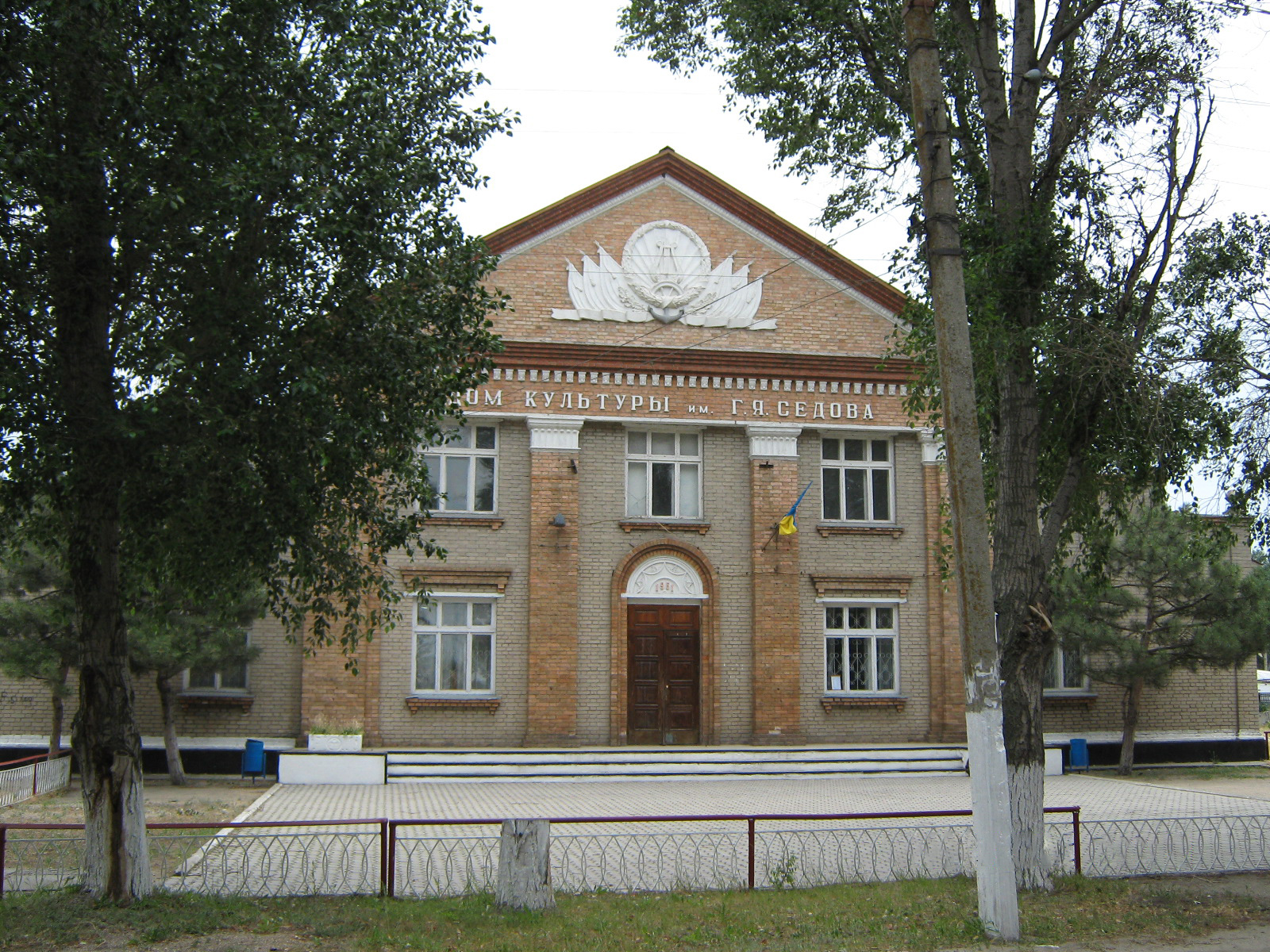
Будинок культури
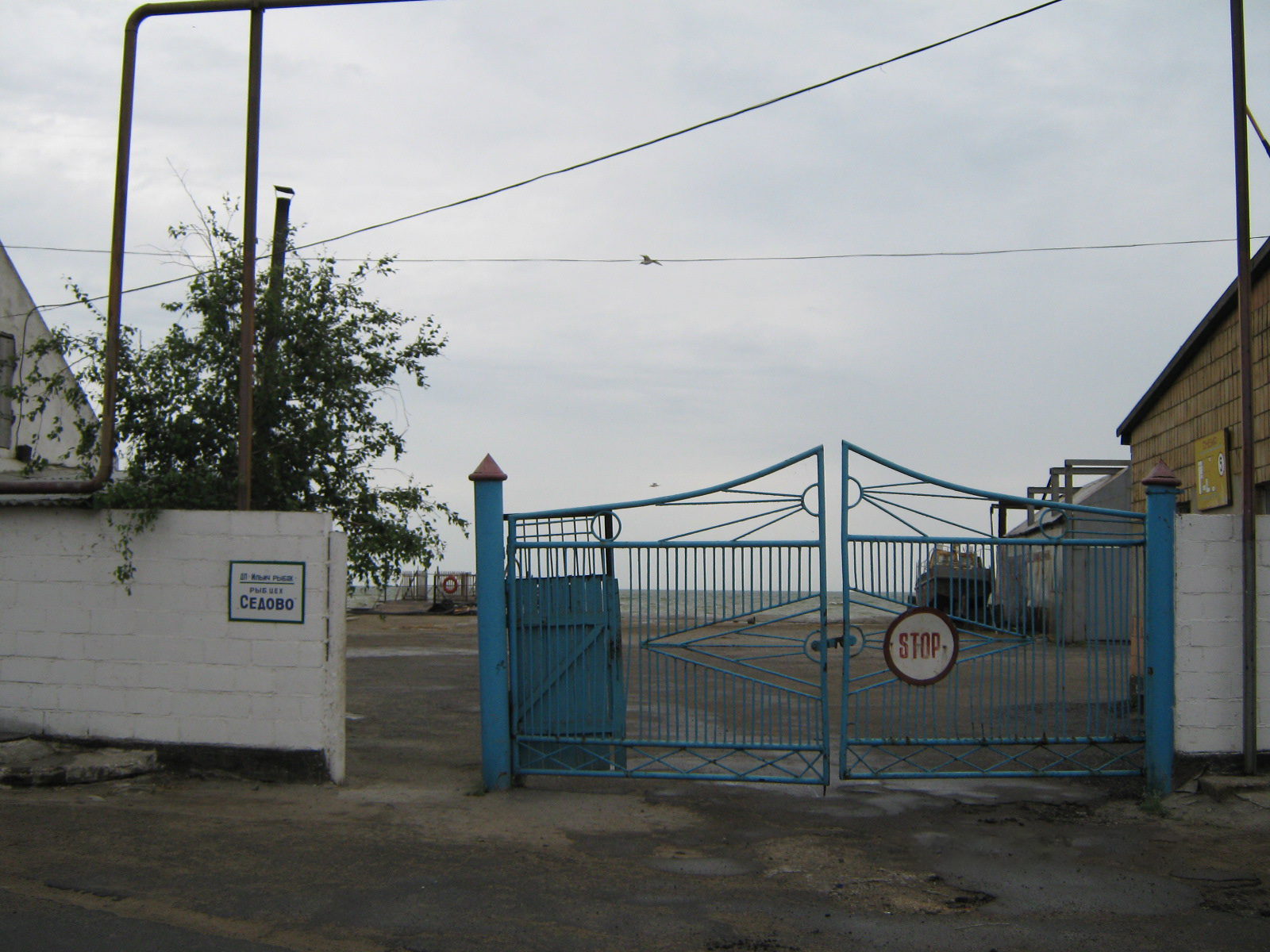
Рибгосп
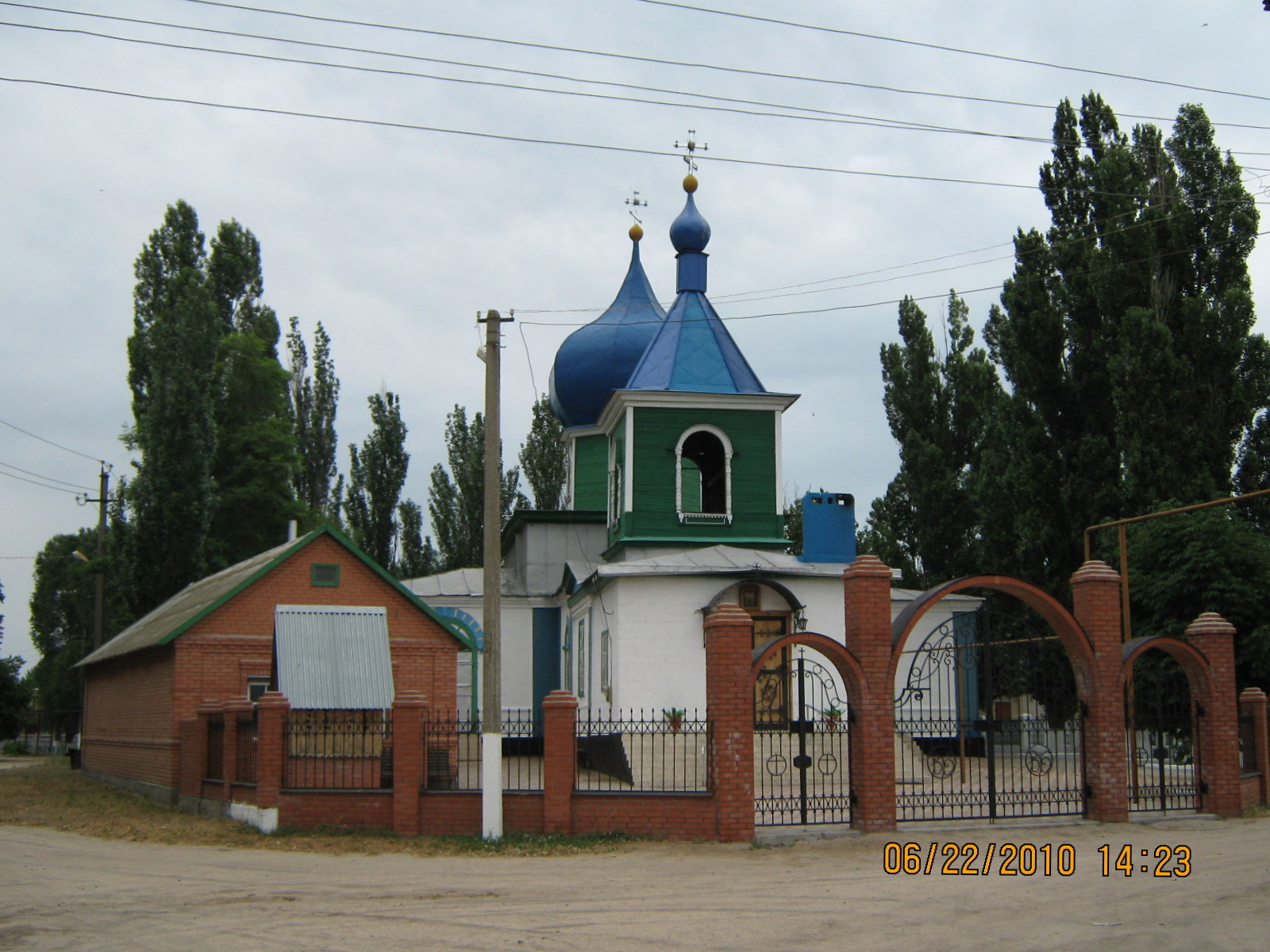
Церква
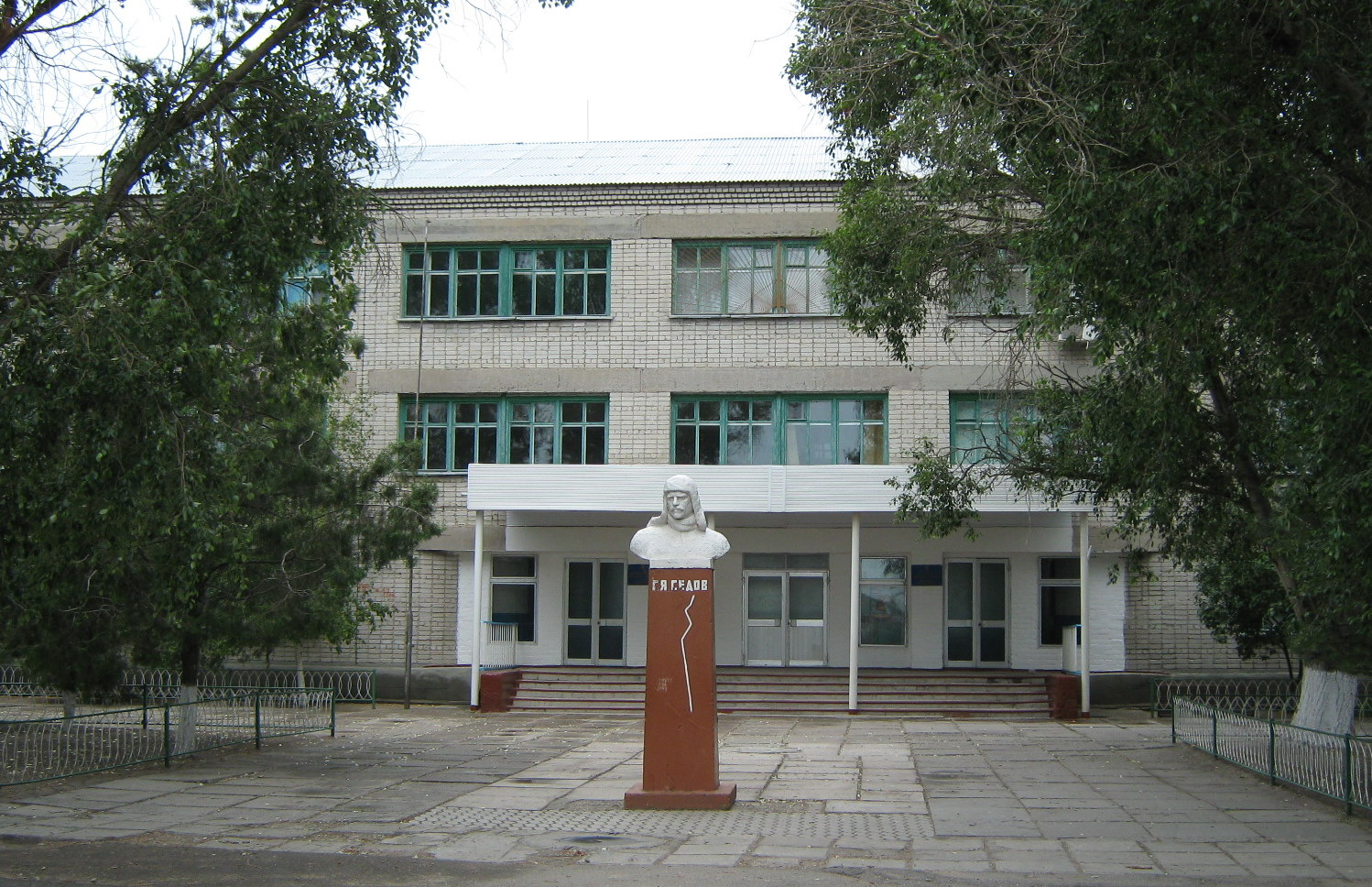
Школа